# Prima notte

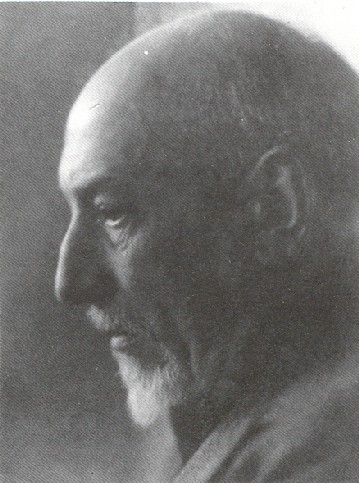
Ritratto di Pirandello

Prima notte è una novella scritta da Luigi Pirandello, pubblicata per la prima volta nel 1900. . Nel 1922 fu inclusa come seconda novella nella prima raccolta Scialle nero di Novelle per un anno.

## Trama
Marastella a causa di un naufragio ha perso il padre e anche l'uomo amato ed è costretta a sposarsi con un uomo che non ama, assai più vecchio di lei: Don Lisi Chirico, il custode del cimitero. Anch'egli è infelice poiché è rimasto vedovo e soffre molto per questo.
Dopo una triste cerimonia nuziale piena di lacrime i due si ritrovano a piangere sulle tombe delle persone amate. La novella si svolge durante l'arco di una giornata.

## Struttura
Nella novella la fabula e l'intreccio non coincidono, infatti all'inizio della novella è presente un flashback, durante il quale Marastella ricorda l'incidente che ha causato la morte del padre.

## Personaggi
- Marastella, una ragazza fragile e sensibile, costretta dal bisogno a sposarsi.
- Mamm'Antò, la madre di Marastella: è vedova, ha faticato tanto e vuole, prima di morire, che la figlia sia sistemata
- Don Lisi Chirico, il promesso sposo, ha una quarantina d'anni, è considerato vecchio, non è bello, abita sulla collina accanto al cimitero di cui è custode (e il fatto di vivere in una casa accanto alle tombe non è desiderabile per una ragazza), ma è un buon partito per le cinque lire al giorno dello stipendio fisso.
- Nela, la sorella di Don Lisi Chirico, è una donna grassa e impetuosa, col vizio di intromettersi negli affari altrui.

## Il matrimonio
Lassù, sul breve spiazzo innanzi al cancello, gl’invitati si trattennero un poco, prima di prender commiato, a esortare Marastella a far buon animo. Il sole tramontava, e il cielo era tutto rosso, di fiamma, e il mare, sotto, ne pareva arroventato. Dal paese sottostante saliva un vocio incessante, indistinto, come d’un tumulto lontano, e quelle onde di voci rissose vanivano contro il muro bianco, grezzo, che cingeva il cimitero perduto lassù nel silenzio.
Lo squillo aereo argentino della campanella sonata da don Lisi per annunziar l’ave, fu come il segnale della partenza per gli invitati. A tutti parve più bianco, udendo la campanella, quel muro del camposanto. Forse perché l’aria s’era fatta più scura. Bisognava andar via per non far tardi. E tutti presero a licenziarsi, con molti augurii alla sposa.»

## Edizioni
- Luigi Pirandello, Novelle per un anno, Prefazione di Corrado Alvaro, Mondadori 1956-1987, 2 volumi. 0001690-7
- Luigi Pirandello, Novelle per un anno, a cura di Mario Costanzo, Prefazione di Giovanni Macchia, I Meridiani, 2 volumi, Arnoldo Mondadori, Milano 1987 EAN: 9788804211921
- Luigi Pirandello, Tutte le novelle, a cura di Lucio Lugnani, Classici Moderni BUR, Milano 2007, 3 volumi.
- Luigi Pirandello, Novelle per un anno, a cura di S. Campailla, Newton Compton, Grandi tascabili economici.I mammut, Roma 2011 Isbn 9788854136601
- Luigi Pirandello, Novelle per un anno, a cura di Pietro Gibellini, Giunti, Firenze 1994, voll. 3.
- Luigi Pirandello, Maschere nude, a cura di Italo Borzi e Maria Argenziano, Newton Compton Editori, 2007